# أوين دول
أوين دول (بالإنجليزية: Owain Doull) مواليد 2 مايو 1993 في كارديف، هو دراج ويلزي. شارك في دورة الألعاب الأولمبية الصيفية وفاز بميدالية أولمبية.

## نتائجه

### الميداليات
| الميدالية | المسابقة                               |
| --------- | -------------------------------------- |
| ذهبية     | الألعاب الأولمبية الصيفية 2016         |
| فضية      | بطولة العالم للدراجات على المضمار 2015 |

### سباقات أو مراحل فاز بها
| التاريخ        | السباق                                                                       | المركز                                            |
| -------------- | ---------------------------------------------------------------------------- | ------------------------------------------------- |
| 06 أبريل 2014  | تريبتيك ديس مونتس إت شاتيوكس 2014                                            | الفائز في التصنيف العام                           |
| 30 أغسطس 2014  | تور دي أفينير 2014                                                           | الخامس في تصنيف النقاط                            |
| 06 أبريل 2015  | تريبتيك ديس مونتس إت شاتيوكس 2015                                            | الثاني في التصنيف العام                           |
| 15 أبريل 2015  | Côte picarde 2015                                                            |                                                   |
| 13 سبتمبر 2015 | طواف بريطانيا 2015                                                           | الفائز في تصنيف القتال                            |
| 28 يناير 2016  | تروفيو سيس سالينس 2016                                                       | المرتبة 14 في التصنيف العام                       |
| 12 أغسطس 2016  | ركوب الدراجات في الألعاب الأولمبية الصيفية 2016 – سباق المطاردة لفرق الرجال" | الفائز في التصنيف العام                           |
| 25 أغسطس 2017  | تور دو بويتو-شارنتيس 2017                                                    | الرابع في تصنيف أفضل شاب، السابع في التصنيف العام |
| 10 سبتمبر 2017 | طواف بريطانيا 2017                                                           | التاسع في التصنيف العام                           |
| 28 يناير 2018  | سباق كاديل ايفانز 2018                                                       | المرتبة 12 في التصنيف العام                       |
| 24 فبراير 2018 | طواف نيوشبلاد 2018                                                           | المرتبة 11 في التصنيف العام                       |

## روابط خارجية
- أوين دول على موقع الاتحاد الدولي للدراجات (الإنجليزية)
- أوين دول على موقع أرشيف الدراجات (الإنجليزية)
- أوين دول على موقع إحصائيات الدراجات الإحترافية (الإنجليزية)
- أوين دول على موقع نسبة الدراجات (الإنجليزية)
- أوين دول على موقع CycleBase (الإنجليزية)
- أوين دول على موقع اللجنة الأولمبية الدولية (الإنجليزية)
- أوين دول على موقع أوليمبيديا (الإنجليزية)
- أوين دول على موقع اللجنة الأولمبية البريطانية (الإنجليزية)
- أوين دول على موقع اتحاد ألعاب الكومنولث (مؤرشف) (الإنجليزية)